# New Age
New Age (wym. [nju: eɪdʒ]), Nowa Era, Nowy Wiek  – złożony i wielowymiarowy alternatywny ruch kulturowy, zapoczątkowany w latach sześćdziesiątych XX wieku , wyrosły z przekonania, że ludzkość, pogrążona w głębokim kryzysie, znajduje się w punkcie zwrotnym między dwiema epokami (erami).
Uwaga: jest to termin bardzo wieloznaczny, często będący etykietą (zachęcającą lub zniechęcającą) służącą do oceny zjawisk, a nie do ich nazywania. Często służy także do prowadzenia walk ideologicznych.

## Zarys poglądów
Część zwolenników ruchu New Age uważa, że dzisiejsze czasy to ostatni etap świata, jaki znamy. Po przejściu tego świata w nową rzeczywistość (Nową Erę), ma nastąpić złoty wiek ludzkości . Bliżej nieokreśloną, ale raczej niedaleką przyszłość zwolennicy New Age wyobrażają sobie jako czasy, w których nie będzie konfliktów, granic państwowych, zaś ludzkość będzie żyła w ogólnoświatowej wspólnocie kierowanej przez wspólny Rząd Światowy . To czas, w którym ludzie całkowicie przewartościują swoje spojrzenie na otaczający ich świat. Zgodnie z tym przekonaniem nastanie wtedy kres wszelkich systemów religijnych oraz ich instytucji, zaś ludzi będzie jednoczyć wzajemnie zrozumienie, pozbawione wszelkich podziałów .
Według niektórych głosicieli New Age dobiega końca tzw. era Ryb (interpretowana między innymi symbolicznie jako epoka chrześcijaństwa), zaś na jej miejsce ma nastać era Wodnika . Wyznawcy tej doktryny wierzą, iż ludzkość doznaje duchowego wejścia w nową epokę, przypisane konkretnemu znakowi zodiaku, co ma według nich następować co około 2150 lat .
New Age jako kierunek filozoficzny może być scharakteryzowany jako monizm, panteizm, a także skrajny etyczny indywidualizm i woluntaryzm. Zakłada, iż wszyscy są jednością, a poczucie odrębności jednostki od świata i innych istot jest uświadomieniem sobie własnego ego przez umysł . Ruch ten zaleca wiele praktyk mających na celu zjednoczenie ze światem. Są to np. medytacja, koncentracja, afirmacja, joga, reiki i channeling – przekazy rzekomo pochodzące od obcych cywilizacji poprzez osobę będącą w transie (np. przekazy Kasjopean, Plejadian, Ra, Wingmakers, Wniebowstąpionych Mistrzów) . Zaleca, lecz nie nakazuje. Zwolennicy New Age deklarują, iż uznają wolną wolę każdej istoty ludzkiej za najwyższe dobro i szanują każdą decyzję każdego człowieka. Ideologia New Age głosi, że każdy jest równy każdemu . New Age jest także często łączony z psychologią perennis (psychologią wieczną) o której mówił, między innymi, Aldous Huxley mając na myśli wiedzę o duchowości i jedności człowieka ze światem, bliskiej temu, o czym mówi panteizm.
New Age odrzuca zorganizowaną strukturę, będąc zinstytucjonalizowanym ruchem religijnym. Wszystkie doktryny oraz rytuały mają charakter oddolny, wychodząc bezpośrednio od jego członków. Z tego też powodu w New Age nie ma osób duchownych .

## Założenia kultury duchowej New Age
opracowano na podstawie materiału źródłowego 
- Wszystko we wszechświecie jest ze sobą powiązane, jest jednością (jednią).
- Wszystko jest emanacją kosmicznej energii, którą można nazwać na przykład Bogiem albo Absolutem.
- Wszystko, co istnieje, posiada moc (współ)tworzenia rzeczywistości.
- Najwyższym dobrem i celem istnienia jest miłość, w najszerszym rozumieniu.
- Nauka nie jest w stanie wytłumaczyć wszystkiego, ponieważ jest tylko niedoskonałym instrumentem naszego poznania. Alternatywne metody mogą być niekiedy skuteczniejsze od naukowych.
- Życie ziemskie jest tylko stanem przejściowym, jednym z etapów rozwoju. Śmierć nie jest finalna, to tylko proces transformacji energii w inną formę.
- Człowiek, tak jak i wszystko inne, jest uduchowiony, posiada nadfizyczną jakość.
- Świat zmieni się, gdy ludzkość osiągnie odpowiedni poziom rozwoju duchowego.
- Najważniejszym narzędziem człowieka jest wolna wola. Może on dokonywać w każdym momencie życia dowolnego wyboru, bez narażania siebie na osąd, krytykę bądź aprobatę (o ile czyni to świadomie i zdaje sobie sprawę z konsekwencji swojego postępowania).